# ماريا أركاديفنا بيسبالايا
ماريا أركاديفنا بيسبالايا (بالروسية: Марыя Аркадзеўна Бяспалая، 25 نوفمبر 1948 - 15 فبراير 2021) مؤرخ من بيلاروسيا. حاصلة على تادكتوراه في العلوم التاريخية.
درست في جامعة بيلاروسيا الحكومية وعملت في متحف الحرب الوطنية البيلاروسية وجامعة ولاية بيلاروسيا للثقافة والفنون.
من عام 2001 إلى عام 2008 شغلت منصب نائب رئيس الجامعة للبحوث، ومن عام 2009 إلى عام 2020 كانت الرئيسة، ومن عام 2020 أستاذة في قسم تاريخ بيلاروسيا ودراسات المتاحف. درّست في كليات مختلفة بالجامعة تاريخ بيلاروسيا والتاريخ العام وتاريخ الحرب الوطنية العظمى، وتاريخ الأنشطة الاجتماعية والثقافية وتاريخ الأنشطة البحثية للمتاحف وغيرها من الموضوعات التاريخية.
توفيت أركاديفنا بيسبالايا في 15 فبراير 2021 عن عمر يناهز 72 عامًا.